# コントロール・マチェーテ
コントロール・マチェーテ (Control Machete) は、1996年にメキシコのヌエボ・レオン州モンテレイで結成された、ヒップホップグループである。

## メンバー
- フェルミンIV（Fermín IV)[1]
- パト・マチェテ（Pato Machete）
- DJトイセレクト (DJ Toy Selectah)

## ディスコグラフィー

### オリジナル
- とても安い - Mucho Barato (1996年)[2]
- 重砲のプレゼント - Artillería Pesada presenta (1999年）
- 1、2:フラグ - Uno, Dos: Bandera (2003年）

### コンピレーション
- 狂信者のためだけに - Solo Para Fanáticos （2002年）
- 食べる、息をする、そして寝る - Eat, Breath & Sleep: Éxitos （2006年）